# دوني

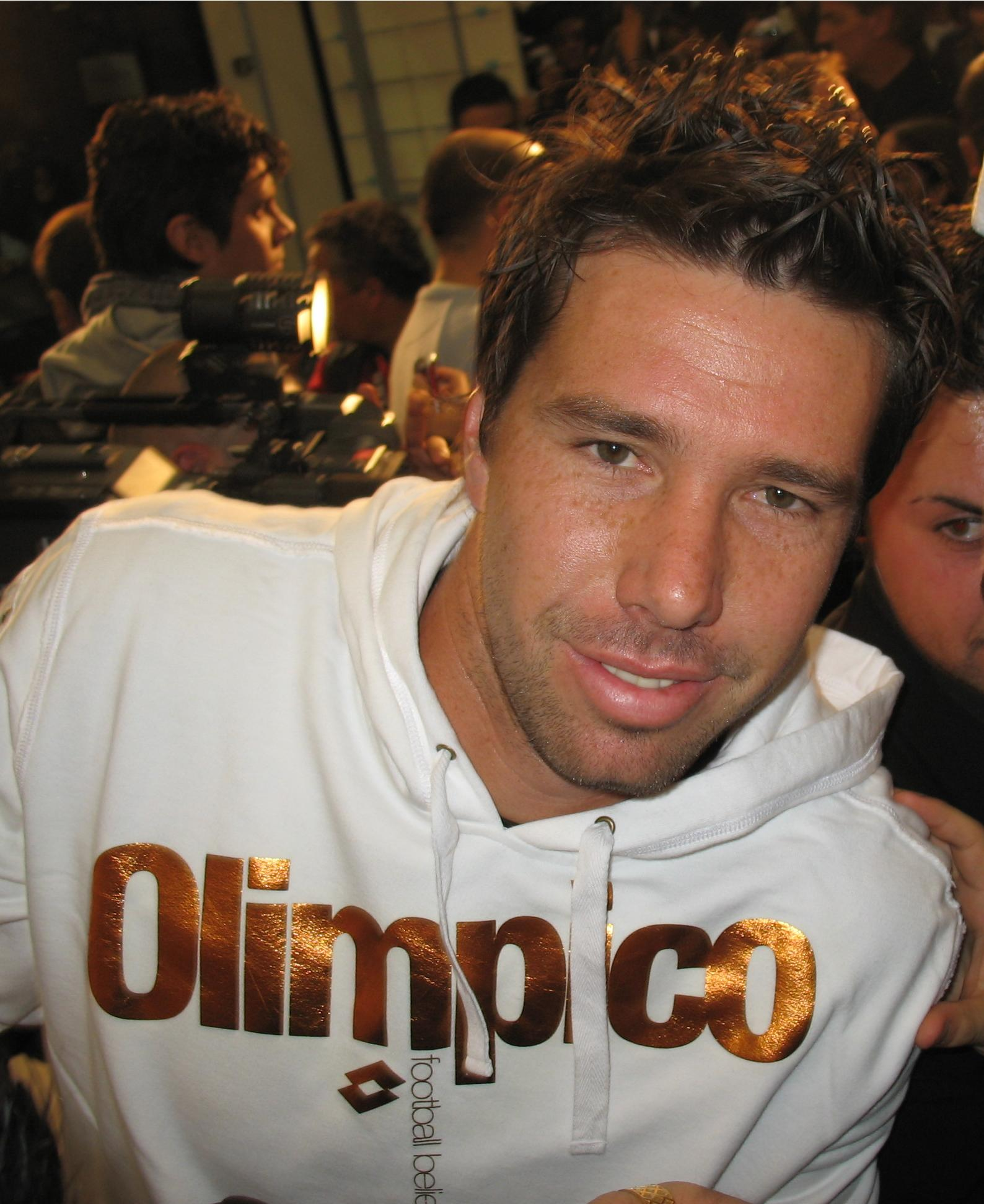
دوني

دونيبير ألكسندر مارانغون (بالبرتغالية: Doni Marangon‏) المعروف باسم دوني، من مواليد 22 أكتوبر 1979 في جوندياي في البرازيل، لاعب كرة قدم برازيلي.
بدأ مسيرته الكروية مع نادي كورنثيانز في عام 2001، ولعب معهم حتى عام 2003، وشارك معهم في 59 مباراة، وفي عام 2004 لعب مع نادي سانتوس، وفي موسم 2004/2005 انتقل إلى نادي كروزيرو، ولعب معهم 6 مباريات، وفي عام 2005 لعب مع جوفنتودي، ولعب معهم 22 مباراة، ومنذ عام 2005 وهو يلعب مع نادي روما حتى عام 2011 وبعده انتقل إلى نادي ليفربول.

## روابط خارجية
- دوني على موقع الاتحاد الدولي (مؤرشف)  (الإنجليزية)
- دوني على موقع الاتحاد الأوربي (الإنجليزية)
- دوني على موقع قاعدة بيانات كرة القدم.إي يو (الإنجليزية)
- دوني على موقع ناشيونال فوتبول تيمز (الإنجليزية)
- دوني على موقع Soccerbase.com (لاعب) (الإنجليزية)
- دوني على موقع Soccerway.com (الإنجليزية)
- دوني على موقع عالم كرة القدم.نت (الإنجليزية)
- دوني على موقع AS.com (الإسبانية)